# 加地春花
加地 春花（かじ はるか、2003年3月24日 - ）は、日本の女子バレーボール選手。

## 来歴
東京都大田区出身。小学3年生のとき、ロンドンオリンピックを観たこときっかけにバレーボールを始めた。
2017年12月25〜28日に渡りエディオンアリーナ大阪で開催された第31回JOCジュニアオリンピックカップの東京選抜メンバー12名に選出。ベストセッター賞を受賞するなど活躍を見せたものの、結果は3回戦敗退に終わった。
2019年4月、イタリアのポルチャで開催されたコルナッキアワールドカップ2019（U-18）の代表メンバー12名に選出。全7試合中3試合にスターティングメンバーとして出場。ベストセッター賞を受賞する活躍を見せ、日本の優勝に貢献した。
2019年9月、エジプトのカイロで開催された第16回女子U18（ユース）世界選手権大会の代表メンバー12名に選出。
2020-21シーズン、トヨタ車体クインシーズの内定選手になった。
2021-22シーズン、V1女子の試合に出場し、V.LEAGUEデビューを果たした。

## 所属チーム
- 大田区立矢口小学校（調布大塚クラブ）[1]
- 東京立正中学校[1]
- 駿台学園高等学校 #9
- トヨタ車体クインシーズ/クインシーズ刈谷 #12（2021年-）

## 球歴
- 2017年 第31回JOCジュニアオリンピックカップ：ベスト8
- 2017年 平成29年度全日本中学生選抜
- 2019年 コルナッキアワールドカップ2019：優勝[5][11][7]
- 2019年 第16回女子U-18（ユース）世界選手権大会：5位[8][11]

## 受賞歴
- 2017年 第31回JOCジュニアオリンピックカップ：ベストセッター賞[4][11]
- 2019年 コルナッキアワールドカップ2019：ベストセッター賞[5][11][14][7]

## 個人成績
V.LEAGUEの個人成績は下記の通り。
| 大会        | チーム      | 出場     | 出場        | アタック | アタック | アタック | アタック | バックアタック | バックアタック | バックアタック | バックアタック | アタック 決定本数 | ブロック | ブロック       | サーブ | サーブ         | サーブ   | サーブ | サーブ | サーブ   | サーブレシーブ | サーブレシーブ | サーブレシーブ | サーブレシーブ | 総得点      | 総得点      | 総得点   | 総得点      |
| ----------- | ----------- | -------- | ----------- | -------- | -------- | -------- | -------- | -------------- | -------------- | -------------- | -------------- | ----------------- | -------- | -------------- | ------ | -------------- | -------- | ------ | ------ | -------- | -------------- | -------------- | -------------- | -------------- | ----------- | ----------- | -------- | ----------- |
| 大会        | チーム      | 試 合 数 | セ ッ ト 数 | 打 数    | 得 点    | 失 点    | 決 定 率 | 打 数          | 得 点          | 失 点          | 決 定 率       | セ ッ ト 平 均    | 得 点    | セ ッ ト 平 均 | 打 数  | ノ 丨 タ ッ チ | エ 丨 ス | 失 点  | 効 果  | 効 果 率 | 受 数          | 成 功 ・ 優    | 成 功 ・ 良    | 成 功 率       | ア タ ッ ク | ブ ロ ッ ク | サ 丨 ブ | 得 点 合 計 |
| V1 2021-22  | トヨタ車体  | 1        | 2           | 0        | 0        | 0        | -        | 0              | 0              | 0              | -              | -                 | 0        | -              | 0      | 0              | 0        | 0      | 0      | -        | 1              | 0              | 0              | 0.0            | 0           | 0           | 0        | 0           |
| V1 2020-21  | トヨタ車体  | 1        | 0           | 0        | 0        | 0        | -        | 0              | 0              | 0              | -              | -                 | 0        | -              | 0      | 0              | 0        | 0      | 0      | -        | 0              | 0              | 0              | -              | 0           | 0           | 0        | 0           |
| 通算：1大会 | 通算：1大会 | 2        | 2           | 0        | 0        | 0        | -        | 0              | 0              | 0              | -              | -                 | 0        | -              | 0      | 0              | 0        | 0      | 0      | -        | 1              | 0              | 0              | 0.0            | 0           | 0           | 0        | 0           |